# Proptrækker
En proptrækker er et værktøj til at trække propper ud af flasker med. Proptrækkere kan grundlæggende fungere på tre måder:
- Typen, der består af en vandret tværstang med en påmonteret metalspiral, der sidder vinkelret på tværstangen. Denne type kræver flest kræfter at bruge (fig. 1).
- Typer, der benytter sig af vægtstangsprincippet (fig. 2).
- Typer, hvor proppen skal drejes af.

Derudover findes en type, kaldet en propløfter, hvor man lukker gas ned i flasken.
Det er muligt, at den første proptrækker med borespiral blev videreudviklet fra såkaldte pistolorme, som blev brugt i militæret i 1600-tallet til at fjerne fastsiddende kugler fra geværløb. Det første patent på en proptrækker tog Samuell Henshall i 1795, hvis proptrækker bestod af en skive med en påmonteret spiral. I de følgende århundreder blev der taget flere tusinde patenter, heraf flest i 1800-tallet.